# 關興
關興（？—3世紀），字安國，三國時期蜀漢官吏。

## 生平
關興是關羽之子，在關羽死後繼承了漢壽亭侯的爵位。關興年少時就有名聲，風評頗高，諸葛亮對他十分器重。弱冠後，曾擔任侍中、中監軍，可惜數年後便死去。
明神宗萬曆二十四年（公元1596年）封显忠王。

## 家庭

### 父
- 關羽，三國時期蜀漢重要將領。

### 兄弟姐妹
- 關平，關興之兄，跟隨關羽征戰，後於麥城被俘，於臨沮被斬。
- 關索，關興之弟，《三國演義》的虛構人物，無任何史料記載。
- 關氏，關興之妹，孫權曾為子求婚，遭關羽所拒，並辱罵來使。

### 子
- 關統，關興之子，嗣侯，娶公主为妻，官至虎賁中郎將，卒，無子。
- 關彝，關興庶子，關統死後承襲其位。

### 後裔
一說（《蜀记》记载）蜀漢滅亡後，龐德之子龐會盡殺關氏為父報仇，關羽一脈已斷。但這段記載的可信度有爭議。後世解州、當陽、洛陽等地關姓氏族，常自稱為關羽後裔，然多無可查考。《新唐书·宰相世系表》记载唐德宗年间宰相关播为关兴后人。

## 評價
- 陳壽：“少有令問，丞相诸葛亮深器异之。”（《三国志·卷三十六·蜀书六·关张马黄赵传第六》）
- 罗贯中：“生死人常理，蜉蝣一样空。但存忠孝节，何必寿乔松。”（《三国演義》）

## 艺术形象

### 三國演義
關興在小說《三國演義》的墨處較多，也被描寫成有如其父關羽般勇猛的將領，首次登場是樊城之戰，在關羽水淹七軍的時候回國報好消息。夷陵之戰前夕，與張飛之子張苞在陣前比武藝弓術，互相炫燿各不相讓，劉備喝止二人，并讓二人結義，張苞為義兄，關興為義弟。跟隨劉備參與伐吳的戰役，拜為龍驤將軍。在殺入敵陣時遇到殺父仇人潘璋，并緊追逃跑的潘璋而迷路。在谷中找了一間民房住宿，房屋的老人見他是武聖之子而收留。三更時，潘璋強進老人家投宿，碰見關興，此時武聖關羽顯靈，把潘璋嚇呆，關興隨即把他斬殺，奪回青龍偃月刀。後來成為諸葛亮北伐曹魏的主將之一，殺董禧、斬越吉，表現大為出色。在諸葛亮第六次北伐之前病逝。

### 影视
- 1993年《關公》（別名：《關公傳奇》）（中國太原电视台電視劇）：由何涛飾演
- 1994年《三國演義》（中國中央電視台電視劇集）：由顾建荣、李威飾演
- 1996年《關公》（中華電視公司電視劇）：由王灿飾演
- 2008年《三國之見龍卸甲》（李仁港执导電影）：由吳建豪飾演
- 2010年中國電視劇《三国》：由魏智飾演
- 2017年中國電視劇《大軍師司馬懿之軍師聯盟》：由康飞飾演
- 2021年中國網路電影《青龍偃月刀 》：由關智斌飾演

### 游戏
- 《三国杀》
- 真三國無雙系列/無雙OROCHI系列（光榮公司開發，島崎信長配音）